# FAITH OF LOVE
『FAITH OF LOVE』（フェイス・オブ・ラヴ）は、1988年12月21日に発売された、THE ALFEEによる32枚目のシングル。

## 概要
アルバム『DNA Communication』の先行シングルでリリース。
タイトル曲・カップリング曲ともに1989年の映画『将軍家光の乱心 激突』（監督：降旗康男、アクション監督：千葉真一）のテーマソングとして採用された。
タイトル曲がメインテーマでエンディングに、カップリング曲がファイティングテーマとして劇中のBGMで流れている。
『WEEKEND SHUFFLE -華やかな週末-』以来、2作振りに桜井賢がメイン・ヴォーカルを担当した。
発売当時の高見沢俊彦は1981年映画『魔界転生』の天草四郎と瓜二つの格好で、映画・主題歌を宣伝したが、『将軍家光の乱心 激突』は1651年が舞台のため、繋がりはない。

## 収録曲
全曲 作詞・作曲：高見沢俊彦　編曲：THE ALFEE
1. FAITH OF LOVE
2. YOU GET TO RUN

## 収録作品
- DNA Communication（#1）
- THE ALFEE CLASSICS（#1、Katsuhida op.1～Faith Of Love）
- THE ALFEE THE BEST（#1）
- THE ALFEE SINGLE HISTORY VOL.III 1987-1990（#1,2）
- THE ALFEE 單曲全集二（#1）
- THE ALFEE EMOTIONAL LOVE SONGS（#1）
- THE ALFEE 30th ANNIVERSARY HIT SINGLE COLLECTION 37（#1）
- GLORIOUS（#1、Live at NHK Hall May 26, 2013）

## 参加ミュージシャン
- 長谷川浩二（Drums）
- 菊地圭介（Keyboards）